# Eucythere subovalis
Eucythere subovalis is een mosselkreeftjessoort uit de familie van de Eucytheridae. De wetenschappelijke naam van de soort is voor het eerst geldig gepubliceerd in 1952 door Hornibrook.